# 徐盈 (弘治進士)
徐盈（1479年—？），字子謙，江西廣信府貴溪縣人，軍籍，明朝政治人物。

## 生平
弘治十四年（1501年）辛酉科江西鄉試第四名舉人。弘治十八年（1505年）中式乙丑科會試第二十二名，三甲第二百零二名進士。授行人，正德四年（1509年）闰九月选授南京福建道监察御史，十二年出任嘉兴府知府。後以考察罢官。

## 家族
曾祖徐思文，旌表義民；祖父徐孔壽；父徐洛，母于氏。具庆下。兄植、梧、柷。弟榔、槩。